# Erektionspatent
Erektionspatent eller erektionsbrev var det dokument, hvorved grevskaber, baronier og stamhuse blev oprettet. I dokumentet kunne opretteren (erektoren) udstikke retningslinjer for, hvem og i hvilken rækkefølge slægtninge kunne opnå nydelse af lenets eller stamhusets indtægter. Oprettelse af nye len eller stamhuset blev forbudt med grundloven 1849, og de stadig eksisterende len og stamhuse overgik til fri ejendom med lensafløsningen 1919. 